# Calvin Raatsie
Calvin Owen Harm Raatsie (Purmerend, 9 februari 2002) is een Nederlands voetballer die als doelman voor Excelsior Rotterdam speelt.

## Clubcarrière

### Ajax
Raatsie speelde in de jeugd van EVC, RKAV Volendam en Ajax. In de jeugdopleiding van Ajax heeft hij met Ajax onder 19 vier wedstrijden in de UEFA Youth League 2019/2020 gespeeld.
Raatsie maakte op 15 februari 2021 zijn debuut voor Jong Ajax, in de met 1–2 verloren thuiswedstrijd tegen FC Dordrecht. In de seizoenen 2020/21 en 2021/22 zat hij enkele wedstrijden op de bank bij het eerste elftal van Ajax, maar tot een debuut kwam het niet.

### Utrecht
Op 27 mei 2022 tekende Raatsie een contract voor drie seizoenen bij FC Utrecht. Hij kwam transfervrij over van Ajax en zou zowel voor FC Utrecht als voor Jong FC Utrecht uit gaan komen. In de voorbereiding maakte hij daardoor deel uit van de oefencampagne van FC Utrecht én van de oefencampagne van Jong FC Utrecht. Normaliter traint Raatsie mee met het eerste elftal, waar hij geregeld achter eerste keuze Vasilios Barkas als reservekeeper op de bank zit. Zijn andere 'concurrenten' achter Barkas zijn Fabian de Keijzer en Thijmen Nijhuis.
Op 5 augustus 2022 maakte hij zijn officiële debuut voor Jong FC Utrecht in de competitiewedstrijd tegen Top Oss. Eind januari 2023 raakte Raatsie in de uitwedstrijd tegen ADO Den Haag (2–2 gelijkspel) na een redding geblesseerd en moest hij het veld verlaten. Op 12 mei 2023 maakte hij zijn rentree in de met 3–0 verloren uitwedstrijd tegen Willem II.

## Statistieken

### Beloften
| Seizoen                       | Club            | Competitie     | Competitie | Competitie | Overig | Overig | Totaal | Totaal |
| Seizoen                       | Club            | Competitie     | Wed.       | Dlp.       | Wed.   | Dlp.   | Wed.   | Dlp.   |
| ----------------------------- | --------------- | -------------- | ---------- | ---------- | ------ | ------ | ------ | ------ |
| 2019/20                       | Jong Ajax       | Eerste divisie | 0          | 0          | 0      | 0      | 0      | 0      |
| 2020/21                       | Jong Ajax       | Eerste divisie | 1          | 0          | 0      | 0      | 1      | 0      |
| 2021/22                       | Jong Ajax       | Eerste divisie | 12         | 0          | 0      | 0      | 12     | 0      |
| Clubtotaal                    | Clubtotaal      | Clubtotaal     | 13         | 0          | 0      | 0      | 13     | 0      |
| 2022/23                       | Jong FC Utrecht | Eerste divisie | 12         | 0          | 0      | 0      | 12     | 0      |
| 2023/24                       | Jong FC Utrecht | Eerste divisie | 10         | 0          | 0      | 0      | 10     | 0      |
| Clubtotaal                    | Clubtotaal      | Clubtotaal     | 22         | 0          | 0      | 0      | 22     | 0      |
| Carrièretotaal                | Carrièretotaal  | Carrièretotaal | 35         | 0          | 0      | 0      | 35     | 0      |
| Bijgewerkt op 12 januari 2024 |                 |                |            |            |        |        |        |        |

### Senioren
| Seizoen                         | Club            | Competitie      | Competitie | Competitie | Beker | Beker | Internationaal | Internationaal | Overig | Overig | Totaal | Totaal |
| Seizoen                         | Club            | Competitie      | Wed.       | Dlp.       | Wed.  | Dlp.  | Wed.           | Dlp.           | Wed.   | Dlp.   | Wed.   | Dlp.   |
| ------------------------------- | --------------- | --------------- | ---------- | ---------- | ----- | ----- | -------------- | -------------- | ------ | ------ | ------ | ------ |
| 2020/21                         | Ajax            | Eredivisie      | 0          | 0          | 0     | 0     | 0              | 0              | 0      | 0      | 0      | 0      |
| 2021/22                         | Ajax            | Eredivisie      | 0          | 0          | 0     | 0     | 0              | 0              | 0      | 0      | 0      | 0      |
| Clubtotaal                      | Clubtotaal      | Clubtotaal      | 0          | 0          | 0     | 0     | 0              | 0              | 0      | 0      | 0      | 0      |
| 2022/23                         | FC Utrecht      | Eredivisie      | 0          | 0          | 0     | 0     | –              | –              | 0      | 0      | 0      | 0      |
| 2023/24                         | FC Utrecht      | Eredivisie      | 0          | 0          | 0     | 0     | –              | –              | 0      | 0      | 0      | 0      |
| Clubtotaal                      | Clubtotaal      | Clubtotaal      | 0          | 0          | 0     | 0     | –              | –              | 0      | 0      | 0      | 0      |
| Carrière totaal                 | Carrière totaal | Carrière totaal | 0          | 0          | 0     | 0     | 0              | 0              | 0      | 0      | 0      | 0      |
| Bijgewerkt op 18 september 2023 |                 |                 |            |            |       |       |                |                |        |        |        |        |

## Interlandcarrière
Gedurende zijn tijd in de jeugdopleiding van Ajax werd Raatsie regelmatig geselecteerd voor Nederlandse jeugdelftallen. Met Nederland onder 17 won hij in 2019 het EK onder 17. Op 2 september 2021 werd Raatsie voor het eerst opgeroepen voor het Nederland onder 21, maar tot een debuut kwam het toen niet. Zijn debuut volgde in september 2023, waar hij twee keer de nul wist te houden tegen Jong Moldavië (en Jong Macedonië (0–2).

## Erelijst
Doordat Raatsie in de seizoenen 2020/21 en 2021/22 (gedeeltelijk) deel heeft uitgemaakt van de eerste elftallen van Ajax, heeft hij verschillende prijzen gewonnen. Daarnaast won hij met Nederland onder 17 in 2019 het EK onder 17.

### Prijzen en prestaties met clubs

#### Ajax
- Landskampioen Eredivisie 2020/21 en 2021/22
- Winnaar KNVB Beker 2020/21

### Prijzen en prestaties met nationale elftallen

#### Nederland onder 17
- Winnaar EK onder 17 2019